# Le Vieux Séquoia
Pour plus de détails, voir Fiche technique et Distribution.
Le Vieux Séquoia (Old Sequoia) est un dessin animé de la série des Donald Duck produit par Walt Disney pour RKO Radio Pictures sorti le 21 décembre 1945.

## Synopsis
Donald est ranger dans un parc, chargé de la protection d'un vénérable Séquoia géant et doit faire face aux assauts de deux castors particulièrement têtus et décidés à abattre l'arbre en question...

## Fiche technique
- Titre original : Old Sequoia
- Titre français : Le Vieux Séquoia[1]
- Série : Donald Duck
- Réalisateur : Jack King
- Scénaristes : Homer Brightman
- Animateurs : Bill Justice, Paul Allen, Joshua Meador et Don Towsley
- Layout : Ernie Nordli
- Background : Merle Cox
- Musique : Oliver Wallace
- Voix : Clarence Nash (Donald) et Billy Bletcher (voix du chef de Donald)
- Producteur : Walt Disney
- Société de production : Walt Disney Productions
- Distributeur : RKO Radio Pictures
- Date de sortie : 21 décembre 1945[2]
- Format d'image : couleur (Technicolor)
- Son : Mono (RCA Photophone)
- Durée : 8 min
- Langue : (en)
- Pays :  États-Unis

## Voix françaises
- Sylvain Caruso : Donald Duck
- ??? : le patron de Donald Duck

## Titre en différentes langues
D'après IMDb :
- Danemark : Skovens beskytter
- Suède : Kalle Anka som skogvaktare